# Queijo de colônia
Queijo de colônia, queijo colônia, ou queijo colonial, é um tipo de queijo fabricado predominantemente na área serrana do estado brasileiro do Rio Grande do Sul. É um dos ícones da gastronomia gaúcha. Também é produzido em menor escala em outras unidades da federação, incluindo os estados de Santa Catarina, Paraná e Minas Gerais.

## Produção
Esse queijo é feito mediante produção artesanal, normalmente nas áreas rurais da Serra Gaúcha, embora também seja produzido em outras localidades das regiões Sul e Sudeste do Brasil. Possui baixo custo de produção, em função de seu processo simples de manufatura, sendo composto basicamente de leite, sal e fermentos lácteos. Normalmente passa por um processo de cura, que pode levar alguns meses. O envelhecimento dá a esse queijo sua característica mais marcante: um interior macio de sabor complexo e levemente picante, envolvido por uma sólida casca amarelada. Quanto mais envelhecido, maior e mais dura fica a sua crosta, e o sabor do produto fica mais picante e marcante.
Pode haver pequena formação de mofo esbranquiçado em sua porção externa, mas sem prejuízo à qualidade do produto. Esse problema pode ser resolvido estocando-o em ambientes com baixa umidade relativa.
Usualmente se consome esse queijo acompanhado de vinhos tintos, também produzidos nas propriedades rurais. Também pode ser utilizado na culinária, sobretudo em pizzas, lasanhas e outras massas.

## Características
- Descrição: Queijo de sabor láctico, medianamente picante, massa fechada com alguns olhos, cor amarelo pálido. Produzido sem o uso corantes ou conservantes.
- Consistência: Exterior duro ou semiduro, com interior macio, de cremosidade média, mostrando boa elasticidade em sua massa. Facilmente fatiável e derrete bem quando submetido ao calor.
- Tempo de Maturação: de 30 a 75 dias.[1]
- Apresentação: Formato cilíndrico plano pesando entre 800 gramas a 4 kg.
- Conservação: Em temperatura ambiente. Após aberto, manter resfriado a 12 °C
- Durabilidade: 3 meses à temperatura ambiente e 5 meses, se mantido abaixo de 12 °C.
- Forma de consumo: É bastante versátil podendo desde ser consumido frito ou in natura, acompanhado de frios, bem como usado como ingrediente de gratinados, pizzas, massas etc.

No Brasil, no âmbito federal, não há legislação específica que regulamente o padrão de identidade e qualidade do queijo colonial.

## Regionalismos linguísticos
No sul do Brasil, especialmente nas chamadas zonas de colonização, pessoas que falam alemão e português, ou talian (língua italiana falada pelos descendentes de vênetos no Brasil) e português, regionalmente são chamados de colonos (die Koloniste no dialeto alemão Riograndenser Hunsrückisch). As tradições trazidas por estes imigrantes, começando com a imigração alemã em 1824, se fazem presentes por toda a região meridional do Brasil ainda hoje, e até mesmo influenciando a língua, por exemplo, ao chamar-se  este queijo de "queijo colonial" ou "queijo da colônia" (geralmente, no Brasil, a palavra colonial remete a outro período da história do país: o da colonização portuguesa).